# Michel Bechet
Michel Bechet (ur. 8 lipca 1941 w Theuville-aux-Maillots, zm. 20 lutego 2019 w Senneville-sur-Fécamp) – francuski kolarz szosowy, złoty medalista mistrzostw świata.

## Kariera
Największy sukces w karierze osiągnął w 1963 roku, kiedy reprezentacja Francji w składzie: Michel Bechet, Dominique Motte, Marcel-Ernest Bidault i Georges Chappe zdobyła złoty medal w drużynowej jeździe na czas na mistrzostwach świata w Ronse. Był to jednak jedyny medal wywalczony przez niego na międzynarodowej imprezie tej rangi. W tej samej konkurencji Francuzi z nim w składzie zajęli też szóste miejsce na mistrzostwach świata w Salò. Ponadto w latach 1959 i 1962 wygrywał Grand Prix de France, a w 1963 roku był drugi w Circuit de la Sarthe. Nigdy nie wystąpił na igrzyskach olimpijskich.